# حكومة مضر بدران الرابعة
حكومة مضر بدران الرابعة هي الحكومة السادسة والسبعون من حكومات المملكة الأردنية الهاشمية. شكّل مضر بدران الحكومة في 7 ديسمبر عام 1989م، بتكليف من ملك الأردن الحسين بن طلال. وقد حلّت الحكومة في 19 يونيو 1991.

## التشكيل
| الاسم                                               | المهام الوزارية                           |
| --------------------------------------------------- | ----------------------------------------- |
| دولة السيد مضر محمد عايش بدران                      | رئيسا للوزراء ووزيرا للدفاع               |
| معالي السيد سالم محمد سالم مساعده                   | نائبا لرئيس الوزراء ووزيرا للداخليه       |
| معالي السيد مروان صدقي القاسم                       | نائبًا لرئيس الوزراء ووزيرًا للخارجية       |
| معالي السيد عبد المجيد الشريده                      | وزيرا للتنميه الاجتماعيه                  |
| معالي الدكتور محمد عضوب الزبن                       | وزيرا للصحه                               |
| دولة السيد عبد الرؤوف سالم نهار الروابده            | وزيرا للاشغال العامه والاسكان             |
| معالي السيد إبراهيم ايوب                            | وزيرا للنقل والاتصالات                    |
| معالي المهندس عوني فؤاد حسين المصري                 | وزيرا للتخطيط                             |
| معالي السيد إبراهيم يوسف إبراهيم عزالدين            | وزيرا للاعلام                             |
| معالي السيد باسل عبد الرحيم منيب جردانه             | وزيرا للماليه                             |
| معالي الدكتور زياد محمد فريز فريز                   | وزيرا للصناعه والتجاره                    |
| سماحة الشيخ عبد الباقي جمو جاني الشيشاني            | وزير دوله للشؤون البرلمانيه               |
| معالي الدكتور محمد احمد حمدان غنيمه                 | وزيرا للتربيه والتعليم والتعليم العالي    |
| معالي السيد يوسف المبيضين                           | وزيرا للعدل                               |
| سماحة الدكتورالشيخ علي مصطفى محمد "الفقير الربابعه" | وزيرا للاوقاف والشؤون والمقدسات الاسلاميه |
| معالي الدكتور قسيم محمد عجاج عبيدات                 | وزيرا للعمل                               |
| معالي السيد إبراهيم عبد الرحمن سليمان الغبابشه      | وزيرا للشباب                              |
| دولة السيد عبد الكريم علاوي الكباريتي               | وزيرا للسياحه والاثار                     |
| معالي السيد عبد الكريم فيصل "ضيف الله" الدغمي       | وزيرا للشؤون البلديه والقرويه والبيئه     |
| معالي المهندس داود شحادة محمد خلف                   | وزيرا للمياه والري                        |
| معالي السيد نبيل ابوالهدى                           | وزيرا للتموين                             |
| معالي السيد "محمدثابت" عبد الرؤوف سليمان الطاهر     | وزيرا للطاقه والثروه المعدنيه             |
| معالي الدكتور سليمان مفلح مفضي عربيات               | وزيرا للزراعه                             |
| معالي الدكتور خالد عبد العزيز سليمان الكركي         | وزيرا للثقافه                             |

تعديل 19/06/1990
| الاسم                                     | المهام الوزارية               |
| ----------------------------------------- | ----------------------------- |
| معالي السيد إبراهيم ايوب                  | وزيرا للتموين                 |
| معالي السيد حكمت الساكت                   | وزير دوله لشؤون رئاسة الوزراء |
| معالي السيد نبيل ابوالهدى                 | وزيرا للنقل والاتصالات        |
| معالي الدكتور خالد امين عبد الله عبد الله | وزيرا للتخطيط                 |

تعديل 02/01/1991
| الاسم                                                   | المهام الوزارية                           |
| ------------------------------------------------------- | ----------------------------------------- |
| دولة السيد طاهر نشأت المصري                             | وزيرا للخارجيه                            |
| معالي الدكتور محمد عضوب الزبن                           | وزيرا للشؤون البلديه والقرويه والبيئه     |
| معالي الدكتور سعيد "مصطفى وهبي" صالح التل               | وزيرا للتعليم العالي                      |
| معالي السيد يوسف هويمل محمد العظم                       | وزيرا للتنميه الاجتماعيه                  |
| معالي الدكتور عبد الله علي عوده العكايله                | وزيرا للتربيه والتعليم                    |
| معالي الدكتور ماجد محمد عبد الرحمن خليفه                | وزيرا للعدل                               |
| معالي السيد جمال احمد مفلح الصرايره                     | وزيرا للنقل والاتصالات                    |
| معالي المهندس سعد هايل عوده السرور                      | وزيرا للمياه والري                        |
| معالي المهندس محمد إبراهيم مفضي علاونه                  | وزيرا للزراعه                             |
| معالي السيد عبد الكريم فيصل "ضيف الله" الدغمي           | وزيرا للعمل                               |
| معالي المهندس داود شحادة محمد خلف                       | وزيرا للسياحه والاثار                     |
| معالي الدكتور خالد عبد العزيز سليمان الكركي             | وزيرا للثقافه والشباب                     |
| سماحة الدكتورالشيخ إبراهيم عبد الحليم مصطفى زيدالكيلاني | وزيرا للاوقاف والشؤون والمقدسات الاسلاميه |
| معالي الدكتور عدنان عبد الفتاح إسماعيل الجلجولي         | وزيرا للصحه                               |

## وصلات خارجية
- موقع رئاسة الوزراء